# Llibre d'Exeter
El Llibre d'Exeter (en anglés: Exeter Book) o Codex Exoniensis (amb la referència MS 3501 a la Biblioteca de la Catedral d'Exeter) és un còdex de la segona meitat del segle X, un dels quatre manuscrits principals que conserven la literatura dels anglosaxons.

## Història
Tot i que no es coneixen els detalls de la creació del Còdex d'Exeter, sovint es data del segle X, entre el 960 i el 990. La producció d'aquest manuscrit està, doncs, lligada a la reforma benedictina que suposà un renaixement de la vida monàstica a Anglaterra sota el regnat d'Edgar el Pacífic (959-975). Aquest fou un període molt productiu per als monestirs anglesos, tant artísticament com intel·lectualment.
La història del còdex es fa més segura a partir del 1050, quan Leofric esdevé el primer bisbe d'Exeter: als registres de la biblioteca de la catedral d'Exeter, hi ha esment d'"un gran llibre anglés escrit en vers sobre molts temes" ("mycel englisc boc be gehwilcum þingum on leoðwisan geworht"), que es considera el Llibre d'Exeter.
Sembla que originàriament tenia 131 pàgines, de les quals les vuit primeres s'han substituït i s'han perdut. És, malgrat això, el recull més gran conegut de textos anglés antic.

## Contingut
Juntament amb el Manuscrit Junius, és un dels dos únics manuscrits dedicats exclusivament a la poesia anglesa antiga: conté, entre d'altres, dos dels quatre poemes de Cynewulf, Christ II i Juliana.
També hi ha 95 enigmes o trencaclosques.
Com amb tots els altres poemes en anglés antic, no en tenien títols, però els editors moderns els n'han assignat.<div style="-moz-column-count:* Crist (o Christ i, ii et iii)
- Guthlac A i B
- Azarias
- "The Phoenix
- Juliana
- The Wanderer" (poema) (L'errant)
- The Gifts of Men
- Préceptes
- "The Seafarer (El marí)
- Vainglory
- Widsith
- "The Fortunes of Men" (La sort de la gent)
- "Maxims" (Màximes, fa referència a dos poemes en anglés antic: el que té tres parts (« A », « B » i « C »), i el que es coneix amb el nom de Màximes" és en un manuscrit poc conegut, en la British Library de Londres.
- L'Ordre del món
- "The Rhyming Poem" (Poema rimat)
- The Panther" (La pantera)
- The Whale" (La balena)
- La Perdrix
- "Soul and Body" (L'ànima i el cos) es refereix a dos poemes en anglés antic: el que s'anomena "Soul" i "Body" es troba en el "Llibre de Verceil
- Deor
- Wulf and Eadwacer
- Enigmes anglosaxons, 1-59
- "The Wife's Lament" (El plany de l'esposa)
- El Judici final"
- Resignació
- 'The Descent into Hell (La baixada als inferns)
- Alms-Giving
- Faraó
- El Nostre Pare
- Fragment homilètic": dos poemes en anglés antic: el titulat Fragment homilètic" que es troba en el Llibre de Verceil
- "Enigmes anglosaxons", 30b
- "Enigmes anglosaxons", 60
- The Husband's Message" (El missatge de l'espòs)
- The Ruin" (La ruïna)
- "Enigmes anglosaxons", 61-95.; -webkit-column-count:* Crist (o Christ i, ii et iii)
- Guthlac A i B
- Azarias
- "The Phoenix
- Juliana
- The Wanderer" (poema) (L'errant)
- The Gifts of Men
- Préceptes
- "The Seafarer (El marí)
- Vainglory
- Widsith
- "The Fortunes of Men" (La sort de la gent)
- "Maxims" (Màximes, fa referència a dos poemes en anglés antic: el que té tres parts (« A », « B » i « C »), i el que es coneix amb el nom de Màximes" és en un manuscrit poc conegut, en la British Library de Londres.
- L'Ordre del món
- "The Rhyming Poem" (Poema rimat)
- The Panther" (La pantera)
- The Whale" (La balena)
- La Perdrix
- "Soul and Body" (L'ànima i el cos) es refereix a dos poemes en anglés antic: el que s'anomena "Soul" i "Body" es troba en el "Llibre de Verceil
- Deor
- Wulf and Eadwacer
- Enigmes anglosaxons, 1-59
- "The Wife's Lament" (El plany de l'esposa)
- El Judici final"
- Resignació
- 'The Descent into Hell (La baixada als inferns)
- Alms-Giving
- Faraó
- El Nostre Pare
- Fragment homilètic": dos poemes en anglés antic: el titulat Fragment homilètic" que es troba en el Llibre de Verceil
- "Enigmes anglosaxons", 30b
- "Enigmes anglosaxons", 60
- The Husband's Message" (El missatge de l'espòs)
- The Ruin" (La ruïna)
- "Enigmes anglosaxons", 61-95.; column-count:* Crist (o Christ i, ii et iii)
- Guthlac A i B
- Azarias
- "The Phoenix
- Juliana
- The Wanderer" (poema) (L'errant)
- The Gifts of Men
- Préceptes
- "The Seafarer (El marí)
- Vainglory
- Widsith
- "The Fortunes of Men" (La sort de la gent)
- "Maxims" (Màximes, fa referència a dos poemes en anglés antic: el que té tres parts (« A », « B » i « C »), i el que es coneix amb el nom de Màximes" és en un manuscrit poc conegut, en la British Library de Londres.
- L'Ordre del món
- "The Rhyming Poem" (Poema rimat)
- The Panther" (La pantera)
- The Whale" (La balena)
- La Perdrix
- "Soul and Body" (L'ànima i el cos) es refereix a dos poemes en anglés antic: el que s'anomena "Soul" i "Body" es troba en el "Llibre de Verceil
- Deor
- Wulf and Eadwacer
- Enigmes anglosaxons, 1-59
- "The Wife's Lament" (El plany de l'esposa)
- El Judici final"
- Resignació
- 'The Descent into Hell (La baixada als inferns)
- Alms-Giving
- Faraó
- El Nostre Pare
- Fragment homilètic": dos poemes en anglés antic: el titulat Fragment homilètic" que es troba en el Llibre de Verceil
- "Enigmes anglosaxons", 30b
- "Enigmes anglosaxons", 60
- The Husband's Message" (El missatge de l'espòs)
- The Ruin" (La ruïna)
- "Enigmes anglosaxons", 61-95.; vertical-align:top;">* Crist (o Christ i, ii et iii)
- Guthlac A i B
- Azarias
- "The Phoenix
- Juliana
- The Wanderer" (poema) (L'errant)
- The Gifts of Men
- Préceptes
- "The Seafarer (El marí)
- Vainglory
- Widsith
- "The Fortunes of Men" (La sort de la gent)
- "Maxims" (Màximes, fa referència a dos poemes en anglés antic: el que té tres parts (« A », « B » i « C »), i el que es coneix amb el nom de Màximes" és en un manuscrit poc conegut, en la British Library de Londres.
- L'Ordre del món
- "The Rhyming Poem" (Poema rimat)
- The Panther" (La pantera)
- The Whale" (La balena)
- La Perdrix
- "Soul and Body" (L'ànima i el cos) es refereix a dos poemes en anglés antic: el que s'anomena "Soul" i "Body" es troba en el "Llibre de Verceil
- Deor
- Wulf and Eadwacer
- Enigmes anglosaxons, 1-59
- "The Wife's Lament" (El plany de l'esposa)
- El Judici final"
- Resignació
- 'The Descent into Hell (La baixada als inferns)
- Alms-Giving
- Faraó
- El Nostre Pare
- Fragment homilètic": dos poemes en anglés antic: el titulat Fragment homilètic" que es troba en el Llibre de Verceil
- "Enigmes anglosaxons", 30b
- "Enigmes anglosaxons", 60
- The Husband's Message" (El missatge de l'espòs)
- The Ruin" (La ruïna)
- "Enigmes anglosaxons", 61-95.